# Oliarus lactescens
Oliarus lactescens är en insektsart som beskrevs av Hesse 1925. Oliarus lactescens ingår i släktet Oliarus och familjen kilstritar. Inga underarter finns listade i Catalogue of Life.